# Honorivka, Pișceanka
Honorivka (în ucraineană Гонорівка) este localitatea de reședință a comunei Honorivka din raionul Pișceanka, regiunea Vinnița, Ucraina.

## Demografie
Componența lingvistică a localității Honorivka
     Ucraineană (98,33%)
     Rusă (1,67%)
Conform recensământului din 2001, majoritatea populației localității Honorivka era vorbitoare de ucraineană (98,33%), existând în minoritate și vorbitori de rusă (1,67%).